# Clark Terry
Clark Terry, soprannominato "Mumbles" (St. Louis, 14 dicembre 1920 – Pine Bluff, 21 febbraio 2015), è stato un trombettista, compositore e flicornista statunitense, uno dei pionieri del jazz degli anni '40, attivo fino agli ultimi anni della sua vita.
Nel periodo della sua militanza con le orchestre di Charlie Barnet (1947), Count Basie (1948-1951), Duke Ellington (1951 - 1959) e Quincy Jones (1960), il suono della sua tromba influenzò un'intera generazione di trombettisti. Oltre che in grandi orchestre, Terry ha suonato in piccole formazioni come leader e come sideman. Terry, che fu uno dei primi ad usare il flicorno nel jazz, è stato uno dei musicisti più longevi, potendo vantare oltre settant'anni di carriera nella musica jazz, nel corso della quale ha suonato, da pari, con i più grandi.

## Biografia
Clark Terry iniziò la sua carriera professionale a St. Louis, agli inizi degli anni 1940, suonando nei locali notturni prima di arruolarsi nella banda della Marina Militare statunitense durante la II Guerra Mondiale. Successivamente, si esibì con Charlie Barnet (1947), Count Basie (1948-1951), Duke Ellington (1951-1959) e Quincy Jones, nel 1960. In tutto, la sua carriera di jazzista si estese per più di sessant'anni, durante i quali Clark partecipò a molte esibizioni musicali sia come leader e sia come sideman, ed incise moltissimi dischi.
Gli anni passati con Count Basie e Duke Ellington (dagli anni 1940 alla fine degli anni 1950) giovarono molto alla sua popolarità. Clark mescolava le sonorità della St. Louis della sua giovinezza con quelle degli stili a lui più contemporanei ed influenzò molti musicisti più giovani, tra i quali Miles Davis e Quincy Jones. Tecnicamente molto raffinato, Terry fu uno dei trombettisti delle "suites" di Ellington ed era conosciuto per i diversi stili musicali che poteva abbracciare, dallo swing all'hard bop.
Dopo aver concluso l'esperienza con Ellington, Clark accettò l'offerta fattagli dall'orchestra dell'emittente radio-televisiva National Broadcasting Company (NBC), nella quale fu il primo strumentista afro-americano mai assunto. Come tale, apparve regolarmente per dieci anni consecutivi alla trasmissione televisiva serale The Tonight Show esibendosi assieme alla Tonight Show Band condotta da Doc Severinsen, anche come cantante scat, il che gli diede una grande popolarità e gli procurò il soprannome "Mumbles".
Terry continuò a suonare jazz regolarmente con musicisti come J. J. Johnson e Oscar Peterson e guidò un gruppo con Bob Brookmeyer che ottenne una qualche popolarità agli inizi degli anni 1960. Negli anni 1970, Terry cominciò a concentrarsi maggiormente sul flicorno: la sua attività musicale in piccoli gruppi e come leader della Big B-A-D Band continuò per questa decade e le successive (1980 e 1990), con importanti apparizioni alla Carnegie Hall, alla Town Hall e al Lincoln Center, in tournée con i "Newport Jazz All Stars" e "Jazz at the Philharmonic".
Oltre agli impegni musicali, Terry ha sempre perseguito un ideale educativo, iniziato in gioventù quando, spinti da Billy Taylor, lui e Milt Hinton comprarono degli strumenti musicali ed insegnarono ai giovani come suonarli. Da attività come queste nacque la "Jazz Mobile" di Harlem. Terry ha continuato ad interessarsi di educazione anche negli anni 2000, presentando il Clark Terry Jazz Festival - dedicato ai giovani - e tenendo un "campeggio del jazz".

## Incisioni e collaborazioni
Sono più di trecento le incisioni della lunga carriera di Terry come leader e sia come sidemen. Clark ha composto più di duecento canzoni jazz e si è esibito davanti a ben sette presidenti degli Stati Uniti.
Le collaborazioni di Terry sono numerose ed includono brani eseguiti con grandi personaggi della musica: Duke Ellington, Count Basie, Quincy Jones, Ella Fitzgerald, Oscar Peterson, Dizzy Gillespie, Dinah Washington, Ben Webster, Charlie Barnet, Doc Severinsen, Ray Charles, Billy Strayhorn, Eddie Vinson, Dexter Gordon, Thelonious Monk, Billie Holiday, Sarah Vaughan, Coleman Hawkins, Zoot Sims, Milt Jackson, Bob Brookmeyer, Jon Faddis, Cecil Taylor e Dianne Reeves.
Numerose anche le incisioni realizzate con grandi orchestre: The London Symphony Orchestra, The Dutch Metropole Orchestra, The Duke Ellington Orchestra e The Chicago Jazz Orchestra. Ricordiamo anche i numerosissimi concerti eseguiti insieme a formazioni orchestrali delle scuole superiori, college, o esibizioni in duetto, trio, quartetto, quintetto, sestetto, ottetto e con due big band giovanili, la "Clark Terry's Big Bad Band" e "Clark Terry's Young Titans of Jazz".

## La critica
"Clark Terry," scrive Chuck Berg, "è uno dei più grandi innovatori in campo musicale, ed è celebrato per il suo virtuosismo tecnico, il liricismo ritmico e l'impeccabile "buon gusto". Combinando queste doti con una presenza scenica da attore, Clark è un cantastorie che affascina gli spettatori raccontando loro storie musicali palpitanti, coinvolgenti e ricche di suspense".

## Premi e riconoscimenti
Terry ha ricevuto molti premi e riconoscimenti durante la sua carriera, i più significativi sono:
- Eletto alla National Endowment for the Arts Jazz Hall of Fame nel 1991.
- Ha ricevuto un Grammy Award, due "Grammy certificates",  e tre Grammy nominations
- Ha ottenuto quindici dottorati onorari
- È stato un "Ambasciatore del Jazz" per Dipartimento di Stato degli Stati Uniti d'America nel Medio oriente e in Africa.
- È stato nominato cavaliere in Germania
- È stato insignito in Francia del titolo all'Ordre des Arts e des Lettres.
- Nel 1996 Terry è stato introdotto nella St. Louis Walk of Fame.
- In 2005 è stato eletto "trombettista dell'anno" dal "Jazz Journalists Association".

## Libri
Clark Terry, nella sua veste di educatore, ha scritto diversi testi didattici:
- Let's Talk Trumpet: From Legit to Jazz
- Interpretation of the Jazz Language
- Clark Terry's System of Circular Breathing for Woodwind and Brass Instruments

## Discografia
Incisioni di Clark Terry come leader:
1950-1969
- Clark Terry (Polygram, 1954)
- Clark Terry with Quentin Jackson/Martial Solal/Kenny Clarke (Disques Swing, 1955)
- Introducing Clark Terry (EmArcy, 1955)
- Swahili (EmArcy, 1955)
- Serenade to a Bus Seat (Riverside/OJC, 1957)
- Duke with a Difference (Riverside/OJC, 1957)
- Clark Terry Quartet with Thelonious Monk (Jazzland, 1958)
- In Orbit (Riverside/OJC, 1958)
- Out on a Limb with Clark Terry (Argo, 1958)
- Top and Bottom Brass (Riverside/OJC, 1959)
- Paris (1960) (Swing, 1960)
- Color Changes (Candid, 1960)
- Everything's Mellow (Prestige, 1961)
- Mellow Moods (Prestige, 1961)
- All American (Prestige, 1962)
- Plays the Jazz Version of "All American" (Moodsville, 1962)
- The Night Life (Mood, 1962)
- Clark Terry & Bob Brookmeyer (Verve, 1962)
- More (Cameo, 1963)
- Tread Ye Lightly (Cameo, 1963)
- What Makes Sammy Swing (20th Century, 1963)
- The Happy Horns of Clark Terry (GRP/Impulse!, 1964)
- The Power of Positive Swinging (Mainstream, 1964)
- Live 1964 (Emerald, 1964)
- Quintet (Mainstream, 1964)
- Tonight (Mainstream, 1964)
- Clark Terry Tonight (Mainstream, 1964)
- Oscar Peterson Trio with Clark Terry (Mercury, 1964)
- Spanish Rice (Impulse!, 1966)
- Gingerbread Men (Mainstream, 1966)
- Mumbles (Mainstream, 1966)
- Angyumaluma Bongliddleany Nannyany Awhan Yi! (Mainstream, 1966)
- It's What's Happenin' (Impulse!, 1967)
- Music in the Garden (Jazz Heritage, 1968)
- At the Montreux Jazz Festival (Polydor, 1969)
- Live on 57th Street (Big Bear, 1969)

1970-1989
- Big B-A-D Band In Concert, Live 1970. . . (EToile, 1970)
- Live at the Wichita Jazz Festival (Vanguard, 1974)
- Clark Terry and His Jolly Giants (Vanguard, 1975)
- Live at the Wichita Jazz Festival (Vanguard, 1975)
- Clark Terry's Big B-A-D Band Live at Buddy's... (Vanguard, 1976)
- Clark Terry's Big B-A-D Band Live at Buddy's... (Vanguard, 1976)
- Live at the Jazz House (Pausa, 1976)
- Wham (BASF, 1976)
- Squeeze Me (Chiaroscuro, 1976)
- The Globetrotter (Vanguard, 1977)
- Out of Nowhere (Bingow, 1978)
- Brahms Lullabye (Amplitude, 1978)
- Funk Dumplin's (Matrix, 1978)
- Clark After Dark (MPS, 1978)
- Mother______! Mother______! (Pablo, 1979)
- Ain't Misbehavin' (Pablo, 1979)
- Live in Chicago, Vol. 1 (Monad, 1979)
- Live in Chicago, Vol. 2 (Monad, 1979)
- Memories of Duke (Pablo/OJC, 1980)
- Yes, the Blues (Pablo/OJC, 1981)
- To Duke and Basie (Rhino, 1986)
- Jive at Five (Enja, 1986)
- Metropole Orchestra (Mons, 1988)
- Portraits (Chesky, 1988)
- The Clark Terry Spacemen (Chiaroscuro, 1989)
- Locksmith Blues (Concord Jazz, 1989)

1990-2009
- Having Fun (Delos, 1990)
- Live at the Village Gate (Chesky, 1990)
- Live at the Village Gate: Second Set (Chesky, 1990)
- What a Wonderful World: For Lou (Red Baron, 1993)
- Shades of Blues (Challenge, 1994)
- Remember the Time (Mons, 1994)
- With Pee Wee Claybrook & Swing Fever (D' Note, 1995)
- Top and Bottom Brass (Chiaroscuro, 1995)
- Reunion (D'Note, 1995)
- Express (Reference, 1995)
- Good Things in Life (Mons, 1996)
- Ow (E. J., 1996)
- Alternate Blues (Analogue, 1996)
- Daylight Express (GRP, 1998)
- Ritter der Ronneburg, 1998 (Mons, 1998)
- Living Worship Let's Worship (Newport, 1999)
- One on One (Chesky, 2000)
- A Jazz Symphony (Centaur, 2000)
- Herr Ober: Live at Birdland Neuburg (Nagel-Heyer, 2001)
- Live on QE2 (Chiaroscuro, 2001)
- Jazz Matinee (Hanssler, 2001)
- The Hymn (Candid, 2001)
- Clark Terry and His Orchestra Featuring Paul... (Storyville, 2002)
- Live in Concert (Image, 2002)
- Flutin' and Fluglin (Past Perfect, 2002)
- Friendship (Columbia, 2002)
- Live! At Buddy's Place (Universe, 2003)
- Clark Terry (Emarcy, 2003)
- Live at Montmarte June 1975 (Storyville, 2003)